# کاردماهی‌سانان
کاردماهی‌سانان (Gymnotiformes) راسته‌ای از ماهی‌ها از رده پرتوبالگان (Actinopterygii) هستند.
کاردماهی‌سانان در آب‌های شیرین زندگی می‌کنند و اندام‌هایی دارند که تولید میدان الکتریکی می‌کند.

## خانواده‌ها
- کاردماهی شبح (Apteronotidae)
- کاردماهی پشت‌برهنه (Gymnotidae)
- کاردماهی کُندبینی (Hypopomidae)
- کاردماهی شنی (Rhamphichthyidae)
- کاردماهی شیشه‌ای (Sternopygidae)